# شرکت کاپا

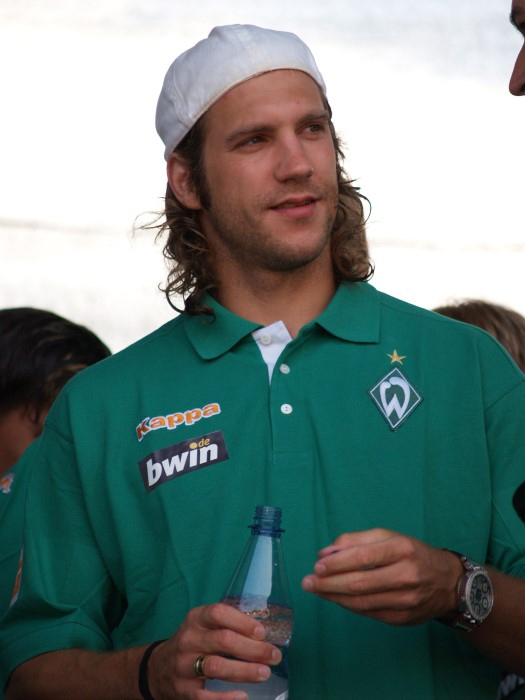
نمایی از پیراهن محصول شرکت «کاپا»

وان تولیدکننده جوراب و لباس زیر در تورین آغاز کرد.

## نشان
نماد این شرکت که با نام اومینی (به انگلیسی: Omini) شناخته می‌شود تصویر نیم رخ از یک مرد (سمت چپ) و یک زن (سمت راست) است که به صورت برهنه پشت به پشت همدیگر نشسته‌اند. این تصویر در سال ۱۹۶۹ در جریان یک عکاسی تبلیغاتی به صورت تصادفی ایجاد شد. این آرم نماد حمایت متقابل بین زن و مرد و تکمیل آن‌هاست.

## ساختار شرکت
علامت‌های تجاری کاپا و خواهر خود (Robe di Kappa، K-Way، Superga ، AnziBesson، Lanzera و Jesus Jeans) به شرکت مادر بیسیک‌نت تعلق دارند. کفش‌های تولیدی این شرکت بر روی بسیاری از زمین‌های فوتبال در سراسر جهان استفاده می‌شود. همچنین این شرکت تأمین‌کننده بسته لوازم تیم ملی راگبی ایتالیا است.